# Rin Tin Tin rettet seinen Herrn
Rin Tin Tin rettet seinen Herrn (Originaltitel: Find Your Man) ist ein US-amerikanischer Abenteuerfilm aus dem Jahr 1924 von Malcolm St. Clair mit June Marlowe in der Hauptrolle. Der Stummfilm um den berühmten Filmhund Rin Tin Tin, der im Film Buddy genannt wird, wurde von Warner Bros. produziert.

## Handlung
Nach seiner Rückkehr aus dem Krieg macht sich Paul Andrews auf die Suche nach seiner vermissten Geliebten Carolina Blair. Dabei hilft ihm der Hund Buddy, der aus dem Tierheim der Stadt entwischt. Sie besteigen einen Güterzug zu einem Holzfällerlager und finden Carolina. Carolinas Stiefvater Gregory Mills und der Schurke Martin Dains beschuldigen Paul des Holzdiebstahls. Als Martin Gregory tötet, fällt der Verdacht auf Paul, doch Buddy klettert einen Schornstein hinunter und verängstigt den Mörder derart, dass er ein Geständnis ablegt.

## Hintergrund
Regisseur St. Clair behauptete, dass kein einziges Set gebaut worden sei, weil er reale Schauplätze verwendete. Im Juli 1924 wurde bekannt gegeben, dass Kameramann H. Lyman Broening nach Klamath Falls in Oregon aufgebrochen war, um den Film zu drehen. Obwohl Broening im Abspann für den Nachfolgefilm Rin Tin Tins Heldentat genannt wird, einem zweiten Rin Tin Tin-Abenteuer in Warners Zwei-Filme-Deal, wird er in den Credits für den vorliegenden Film nicht aufgeführt.
Bei der Premiere an der Westküste am 24. November 1924 im Mission Theatre in Los Angeles waren Fans und Prominente von Warner Bros., darunter der Star des Films, June Marlowe, sowie Monte Blue, Louise Fazenda und Marie Prevost, anwesend. Lee Duncan, Besitzer und Trainer von Rin Tin Tin, holte den Hund auf die Bühne, der dabei Ovationen erhielt.
Pandro S. Berman arbeitete als Regieassistent.

## Veröffentlichung
Die Premiere des Films fand am 1. September 1924 statt. 1925 kam er im Deutschen Reich und in Österreich in die Kinos. In Österreich wurde er auch unter dem Titel Die kanadischen Holzdiebe gezeigt.